# Otto Suhr
Otto Suhr (Oldenburg, 17 agosto 1894 – Berlino, 30 agosto 1957) è stato un politico tedesco.

## Biografia
Nel 1911 intraprese gli studi di economia, storia e giornalismo a Lipsia, seguiti dall'arruolamento durante la prima guerra mondiale. Nei primi anni venti lavorò come addetto stampa per il Reichszentrale für Heimatdienst (Quartier generale del Reich per i servizi alla patria) di Kassel e divenne segretario politico della sezione locale della Federazione sindacale generale tedesca.
Nel 1923 conseguì a Lipsia il dottorato in filosofia sotto la supervisione di Walter Goetz, poi ottenne una cattedra all'Università di Jena e nel 1925 divenne capo del dipartimento di politica economica dell'Associazione generale dei lavoratori liberi a Berlino. Negli anni di insegnamento alla Deutsche Hochschule für Politik si interessò alla crisi economica mondiale, che lui vedeva come conseguenza dell'inadeguatezza dell'organizzazione del capitalismo. Durante gli anni del regime nazista riuscì a sopravvivere come giornalista di economia, mantenendo i contatti con gli esponenti della socialdemocrazia e dei sindacati, soprattutto con Adolf Reichwein.
Nel secondo dopoguerra fu dirigente nell'amministrazione centrale per l'industria per la zona di occupazione sovietica fino al 1946, quando fu costretto a dimettersi per la sua opposizione alla fusione forzata del Partito Socialdemocratico di Germania (SPD) con il Partito Comunista di Germania (KPD). In consiglio comunale a Berlino Ovest fu parte dell'opposizione tra le file del Freier Deutscher Gewerkschaftsbund. Dal 1946 al 1950 fu a capo del consiglio comunale e dal 1951 al 1955 presidente della Camera dei deputati. In questo periodo si rivelò decisivo sulla creazione delle costituzioni postbelliche di Berlino.
Nel 1952 rinunciò all'incarico di parlamentare al Bundestag, poi nel 1955 venne eletto sindaco-governatore di Berlino. Durante il suo mandato promosse progetti di edilizia abitativa e di trasporto. Rappresentò gli interessi di Berlino Ovest nei confronti delle istituzioni federali e degli alleati.